# European Poker Tour Saison 7
Résultats et tournois de la saison 7 de l'European Poker Tour (EPT).

## Résultats et tournois

### EPT 7Tallinn
- Lieu: Swissôtel Tallinn, Tallinn, Estonie
- Prix d'entrée: 4 000 € + 250 €
- Date: Du 11 août au 16 août 2010
- Nombre de joueurs: 420
- Prize Pool: 1 596 000 €
- Nombre de places payées: 56

| Place | Nom                  | Prix      |
| ----- | -------------------- | --------- |
| 1er   | Kevin Stani          | 400 000 € |
| 2e    | Konstantin Bilyauer  | 250 000 € |
| 3e    | Arnaud Mattern       | 160 000 € |
| 4e    | Dmitry Vitkind       | 120 000 € |
| 5e    | Mikko Jaatinen       | 80 000 €  |
| 6e    | Steven van Zadelhoff | 63 000 €  |
| 7e    | Nicolo Calia         | 47 000 €  |
| 8e    | Bassam Elnajjar      | 32 000 €  |

### EPT 7Vilamoura
- Casino: Vilamoura Casino, Vilamoura, Portugal
- Prix d'entrée: 5 000 € + 300 €
- Date: Du 28 août au 2 septembre 2010
- Nombre de joueurs: 384
- Prize Pool: 1 862 400 €
- Nombre de places payées: 56

| Place | Nom              | Prix      |
| ----- | ---------------- | --------- |
| 1er   | Toby Lewis       | 467 835 € |
| 2e    | Martin Jacobson  | 297 984 € |
| 3e    | Jason Lee        | 186 240 € |
| 4e    | Sam Trickett     | 139 680 € |
| 5e    | Teddy Sheringham | 93 120 €  |
| 6e    | Frederik Jensen  | 74 496 €  |
| 7e    | Rob Hollink      | 55 872 €  |
| 8e    | Sergio Coutinho  | 37 248 €  |

### EPT 7Londres
- Casino: Hilton London Metropole, Londres, Angleterre
- Prix d'entrée: 5 000 £ + 250 £
- Date: Du 29 septembre au 4 octobre 2010
- Nombre de joueurs: 848
- Prize Pool: 4 112 800 £
- Nombre de places payées: 128

| Place | Nom            | Prix      |
| ----- | -------------- | --------- |
| 1er   | David Vamplew  | 900 000 £ |
| 2e    | John Juanda    | 545 000 £ |
| 3e    | Kyle Bowker    | 300 000 £ |
| 4e    | Artur Wasek    | 240 000 £ |
| 5e    | Kayvan Pavman  | 190 000 £ |
| 6e    | Fernando Brito | 145 000 £ |
| 7e    | Tom Marchese   | 100 000 £ |
| 8e    | Per Ummer      | 66 800 £  |

### EPT 7Vienne
- Lieu: Kursalon, Vienne, Autriche
- Prix d'entrée: 5 000 € + 300 €
- Date: Du 26 octobre au 31 octobre 2010
- Nombre de joueurs: 578
- Prize Pool: 2 935 000 €
- Nombre de places payées: 80

| Place | Nom                | Prix      |
| ----- | ------------------ | --------- |
| 1er   | Michael Eiler      | 700 000 € |
| 2e    | Martin Hruby       | 470 000 € |
| 3e    | Konstantinos Nanos | 265 000 € |
| 4e    | Daniel Negreanu    | 175 000 € |
| 5e    | Luca Cainelli      | 140 000 € |
| 6e    | Andreas Wiese      | 105 000 € |
| 7e    | Matthias Lotze     | 76 000 €  |
| 8e    | Bruno Launais      | 60 000 €  |

### EPT 7Barcelone
- Casino: Casino de Barcelona, Barcelone, Espagne
- Prix d'entrée: 5 000 € + 300 €
- Date: Du 22 novembre au 27 novembre 2010
- Nombre de joueurs: 758
- Prize Pool: 3 790 000 €
- Nombre de places payées: 112

| Place | Nom                | Prix      |
| ----- | ------------------ | --------- |
| 1er   | Kent Lundmark      | 825 000 € |
| 2e    | Jesús Cortés       | 525 000 € |
| 3e    | Konstantin Puchkov | 300 000 € |
| 4e    | Shander De Vries   | 222 000 € |
| 5e    | Giuseppe Pantaleo  | 170 000 € |
| 6e    | Thor Stang         | 130 000 € |
| 7e    | Georgios Skotadis  | 90 000 €  |
| 8e    | Francesco Notaro   | 70 000 €  |

### EPT 7Prague
- Casino: Golden Prague Poker Hilton Prague Hotel, Prague, République tchèque
- Prix d'entrée: 5 000 € + 300 €
- Date: Du 13 décembre au 18 décembre 2010
- Nombre de joueurs: 563
- Prize Pool: 2 730 550 €
- Nombre de places payées: 80

| Place | Nom               | Prix      |
| ----- | ----------------- | --------- |
| 1er   | Roberto Romanello | 640 000 € |
| 2e    | Emiliano Bono     | 435 000 € |
| 3e    | Marcin Horecki    | 247 000 € |
| 4e    | Peter Skripka     | 163 000 € |
| 5e    | Marco Leonzio     | 130 000 € |
| 6e    | Jan Bendik        | 100 000 € |
| 7e    | Manuel Bevand     | 71 000 €  |
| 8e    | Roberto Nulli     | 54 550 €  |

### EPT 7PokerStars Caribbean Adventure
- Casino: Atlantis Resort & Casino, Paradise Island, Bahamas
- Prix d'entrée: 10 000 $ + 300 $
- Date: Du 8 janvier au 14 janvier 2011
- Nombre de joueurs: 1 560
- Prize Pool: 15 132 000 $
- Nombre de places payées: 232

| Place | Nom              | Prix        |
| ----- | ---------------- | ----------- |
| 1er   | Galen Hall       | 2 300 000 $ |
| 2e    | Chris Oliver     | 1 800 000 $ |
| 3e    | Ionel Anton      | 1 350 000 $ |
| 4e    | Sam Stein        | 1 000 000 $ |
| 5e    | Mike Sowers      | 700 000 $   |
| 6e    | Bolivar Palacios | 450 000 $   |
| 7e    | Max Weinberg     | 300 000 $   |
| 8e    | Philippe Plouffe | 202 000 $   |

### EPT 7Deauville
- Lieu: The Deauville International Centre, Deauville, France
- Prix d'entrée: 5 000 € + 300 €
- Date: Du 25 janvier au 31 janvier 2011
- Nombre de joueurs: 891
- Prize Pool: 4 276 800 €
- Nombre de places payées: 128

| Place | Nom                 | Prix      |
| ----- | ------------------- | --------- |
| 1er   | Lucien Cohen        | 880 000 € |
| 2e    | Martin Jacobson     | 560 000 € |
| 3e    | Alex Wice           | 330 000 € |
| 4e    | Julien Claudepierre | 260 000 € |
| 5e    | Kaspars Renga       | 200 000 € |
| 6e    | Kenny Hallaert      | 155 000 € |
| 7e    | Anthony Hnatow      | 110 000 € |
| 8e    | Ruslan Prydryk      | 66 800 €  |

### EPT 7Copenhague
- Casino: Casino Copenhagen, Copenhague, Danemark
- Prix d'entrée: 35 000 DKK + 2 250 DKK
- Date: Du 21 février au 26 février 2011
- Nombre de joueurs: 449
- Prize Pool: 15 086 400 DKK
- Nombre de places payées: 64

| Place | Nom                | Prix          |
| ----- | ------------------ | ------------- |
| 1er   | Michael Tureniec   | 3 700 000 DKK |
| 2e    | Per Linde          | 2 450 000 DKK |
| 3e    | John Eames         | 1 400 000 DKK |
| 4e    | Kevin Iacofano     | 1 000 000 DKK |
| 5e    | Nikolas Liakos     | 750 000 DKK   |
| 6e    | Mudassar Khan      | 600 000 DKK   |
| 7e    | Andrea Dalle Molle | 450 000 DKK   |
| 8e    | Juha Helppi        | 296 400 DKK   |

### EPT 7 Snowfest
- Casino: Alpine Palace Card Casino, Salzbourg, Autriche
- Prix d'entrée: 3 500 € + 250 €
- Date: Du 20 mars au 25 mars 2011
- Nombre de joueurs: 482
- Prize Pool: 1 636 390 €
- Nombre de places payées: 72

| Place | Nom                  | Prix      |
| ----- | -------------------- | --------- |
| 1er   | Vladimir Geshkenbein | 390 000 € |
| 2e    | Kevin Vandersmissen  | 260 000 € |
| 3e    | Koen De Visscher     | 147 000 € |
| 4e    | Giacomo Maisto       | 100 000 € |
| 5e    | Cristian Dragomir    | 81 000 €  |
| 6e    | Philip Meulyzer      | 65 000 €  |
| 7e    | Denis Murphy         | 49 000 €  |
| 8e    | Morten Mortensen     | 35 000 €  |

### EPT 7Berlin
- Lieu: Spielbank Berlin, Berlin, Allemagne
- Prix d'entrée: 5 000 € + 300 €
- Date: Du 5 avril au 10 avril 2011
- Nombre de joueurs: 773
- Prize Pool: 3 865 000 €
- Nombre de places payées: 120

| Place | Nom                   | Prix      |
| ----- | --------------------- | --------- |
| 1er   | Ben Wilinofsky        | 825 000 € |
| 2e    | Max Heinzelmann       | 500 000 € |
| 3e    | Vadzim Kursevich      | 300 000 € |
| 4e    | Martin Jacobson       | 230 000 € |
| 5e    | Armin Mette           | 180 000 € |
| 6e    | Darren Kramer         | 140 000 € |
| 7e    | Joep Van Den Bijgaart | 100 000 € |
| 8e    | Jonas Gutteck         | 66 000 €  |

### EPT 7San Remo
- Casino: Casino Sanremo, San Remo, Italie
- Prix d'entrée: 5 000 € + 300 €
- Date: Du 27 avril au 3 mai 2011
- Nombre de joueurs: 987
- Prize Pool: 4 786 950 €
- Nombre de places payées: 144

| Place | Nom                     | Prix      |
| ----- | ----------------------- | --------- |
| 1er   | Rupert Elder            | 930 000 € |
| 2e    | Max Heinzelmann         | 600 000 € |
| 3e    | Xuan Liu                | 360 000 € |
| 4e    | Maxim Lykov             | 290 000 € |
| 5e    | Massimiliano Manigrasso | 170 000 € |
| 6e    | Costantino Russo        | 125 000 € |
| 7e    | Roberto Spada           | 81 950 €  |
| 8e    | Luigi Pignataro         | 50 000 €  |

### EPT 7 Grand FinalMadrid
- Casino: Casino Gran Madrid, Madrid, Espagne
- Prix d'entrée: 10 000 € + 600 €
- Date: Du 7 mai au 12 mai 2011
- Nombre de joueurs: 686
- Prize Pool: 6 860 000 €
- Nombre de places payées: 104

| Place | Nom               | Prix        |
| ----- | ----------------- | ----------- |
| 1er   | Ivan Freitez      | 1 500 000 € |
| 2e    | Torsten Brinkmann | 900 000 €   |
| 3e    | Tamas Lendvai     | 550 000 €   |
| 4e    | Andrey Danilyuk   | 400 000 €   |
| 5e    | Juan Maceiras     | 315 000 €   |
| 6e    | Eugene Yanayt     | 250 000 €   |
| 7e    | Alex Gomes        | 185 950 €   |
| 8e    | Andrew Li         | 130 000 €   |